# تامی آترتون
تامی آترتون (انگلیسی: Tommy Atherton؛ 8 january 1879 – ۱۹۵۵ (۷۵−۷۶ سال)) بازیکن فوتبال اهل بریتانیا بود.
از باشگاه‌هایی که در آن بازی کرده است می‌توان به باشگاه فوتبال تاتنهام هاتسپر، باشگاه فوتبال هیبرنین، باشگاه فوتبال گریمزبی تاون، باشگاه فوتبال برنتفورد، Scottish League XI، و باشگاه فوتبال داندی اشاره کرد.
وی همچنین در تیم ملی فوتبال Scottish League XI بازی کرده است.